# Palazzo di Giustizia (Soave)
Il Palazzo di Giustizia sorge in piazza dell'Antenna in pieno centro a Soave (VR). Ospita un'enoteca al piano terra, mentre ai piani superiori fino al 2013 ha ospitato la sezione staccata del tribunale di Verona con i vari uffici giudiziari e l'aula delle udienze.

## Storia
Fu edificato nei mesi di aprile, maggio, giugno, luglio dell'anno 1375, per opera di Cansignorio della Scala che vi insediò come rettore, governatore e giudice Pietro della famiglia Montagna (come si legge da un'iscrizione in versi sotto il poggiolo).
Alle spese di costruzione vi concorsero i ventidue paesi, soggetti al Capitaniate di Soave, ed elencati nella lapide che si trova sotto la loggia.
Vi è inciso a caratteri gotici:
DE SUAPE - III - LARIUM -II-2T-I- VIII 

DE COLEGNOLA - IH - LARIUM -1-2 T-I- VIII 

DE CALDERIO - II - 2 T - m - VIII 

DE PORCILIS - II - 2 T - LARIUM 

DE BLONDIS - I - VIII 

DE ZEPPA-I-VIII 

DE ARCULIS - III - 2 T - I - VIII 

DE PERAROLO-I 

DE SANCTO BONIFACIO - II -LARIUM - II-2 T 

DE SANCTO IOANE IN LOCARA 

DE MONTEFORTE - II - LARIUM - I - 2 T 

DE BOBULCA - I - 2 T 

DE GAMBELARIA - III - 2 T 

DE RONCADA - II - LARIUM -II-2 T-I- VIII 

DE BROGNONIGO ET. 

DE COSTALUNGA - I - LAR. I-2 T - I – VIII 

DE VILA NOVA-VIII 

DE TURPI CONFINIUM - VIII 

DE CASTALBERTO - VIII 

DE CASTRO VETERI-I-2 T 

DE MONTECLEDA - I - LARIUM - II - 2 T 

DE VESTENA - I - LARIUM»
Sulla lapide i ventidue paesi sono incisi su tre colonne parallele.

## Descrizione
È un edificio con loggia e quattro portoni ad arco acuto di pietra sagomata, con finestre ogivali e davanzali con semplici lavori d'ornato ed armi gentilizie scolpite. Uno scalone dava accesso al piano superiore, dove si trovano gli uffici del capitano e rettore, nonché quelli del Comune per tutta la durata della Repubblica di Venezia; successivamente la sede comunale si trasferì, nel 1853, nell'edificio che ne ospita attualmente la sede.
Nel mezzo della facciata è presente un poggiolo con rozza ringhiera, e sopra di esso una statua della Vergine col Bambino sulle ginocchia, scolpita in tufo ad alto rilievo, contornata da un affresco rappresentante San Lorenzo e San Giovanni Battista.
In una nota presso l'archivio comunale di Soave si legge:
1626 — Si fa dipinger dinanzi alla Casa del Comune la Beata Vergine e San Marco e poi si mettono ferri sul poggiolo per le torce.

1673 — Si ristaura rimagline della Vergine sul Comune e si fa dipingere San Lorenzo e San Giovanni Battista.»
Sotto il poggiolo è presente un'altra iscrizione di alto valore storico, come la precedente, la quale, a caratteri gotici, dice:
AGRESTES PEDIBUS CUM SUA MUSTA PREMUNT

TEMPORE QUO PRETOR IURIT HIC MDNTANEA PROLES

PETRUS FACTA FUI IURIS AMICA DOMUS

SCEPTRA VERONA TENET TUA CANSIGNORIUS URBIS

SCALIGER HEC MURIS MENIA CINXIT HERUS.»
Quando i campagnuoli premono co' piedi le loro uve

Nel tempo che fu qui pretore Pietro della famiglia Montagna

Sono stata eretta io casa amica del diritto

Cansignorio quello che i tuoi scettri della città regge o Verona

Lo scaligero signore cinse di mura questo propugnacolo»
Sotto il poggiolo della facciata vi è infissa una pietra rotonda, incorniciata, con arma scalpellata dai francesi nel 1797, e recante la dicitura: 14 B G 52
È simbolo di memoria del paese a Giovanni Bembo, capitano di Soave nel 1452.
Sulla facciata si trova un'altra iscrizione per ricordare le benemerenze di Michele Battaglia, capitano nel
1538.
Col passar del tempo, l'edificio subì varie modificazioni, specialmente durante il dominio dei
Visconti, dei quali si può vedere sotto due bancali delle finestre il loro stemma, e nel lungo periodo della
Signoria di Venezia.
Un importante restauro dell'edificio venne compiuto nel 1528, sotto la reggenza del capitano
Girolamo Gelsi.
Sulla fine del secolo scorso, il Comune fece eseguire il restauro della facciata, manomettendo la
precedente forma; ma l'opera, già avanzata nel lavoro, fu interrotta dalla Sopraintendenza dei
monumenti.
Il vecchio scalone, che dalla loggia portava al piano superiore, nel 1850 venne sostituito da uno con piccole colonne di stile moderno.
Nel piano della loggia, fino a poco tempo fa, vi era l'ufficio del Monte di Pietà, fondato dall'Arciprete
Lazzaro Dal Fior nel 1542, per salvare i bisognosi dall'usura degli Ebrei, portati in paese dopo la loro
espulsione da Verona.